# Hector Léveillé

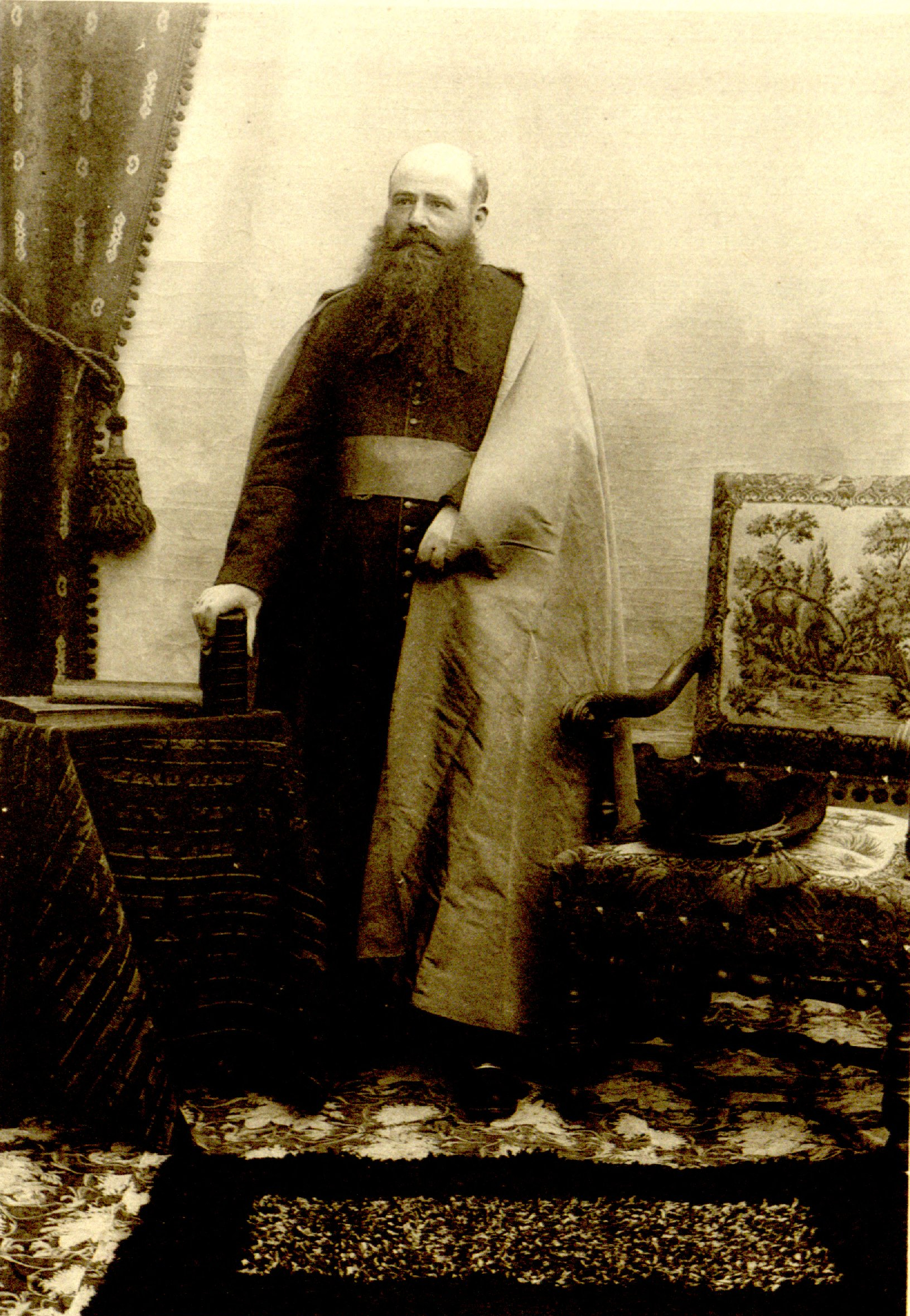
Mgr Hector Léveillé

Augustin Abel Hector Léveillé (* 13. März 1863 in Le Mans; † 25. November 1918) war ein französischer Missionar, Botaniker und Gründungsmitglied der Académie internationale de Géographie Botanique. Sein offizielles botanisches Autorenkürzel lautet „H.Lév.“

## Leben
Hector Léveillé wurde 1863 in Le Mans geboren. Er studierte Medizin und empfing die Priesterweihe im Jahr 1887. Er unternahm Auslandsreisen für die Gesellschaft des Pariser Missionsseminars, unter anderem nach Indien im Jahr 1887. Dort wurde er Professor am Collège de Pondichéry in Puducherry.
Zurückgekehrt nach Frankreich gründete er 1891 die Fachzeitschrift Le Monde des plantes und wurde Gründungsmitglied der Académie internationale de Géographie Botanique. Im Jahr 1911 erschien sein bekanntes Werk Iconographie du Genre Epilobium über die Gattung der Weidenröschen.

## Werke (Auswahl)
- 1911: Iconographie du Genre Epilobium, Epilobes d'Amérique, Epilobes d'Europe. online

## Dedikationsnamen
Mehrere Pflanzenarten wurden, Léveillé zu Ehren, nach ihm benannt. Beispiele sind:
- Anemone leveillei eine Windröschenart
- Lysimachia leveillei eine Gilbweiderichart
- Tephrosia leveillei ein Schmetterlingsblütler